# Tornado Luxembourg
Le Tornado Luxembourg est un club de hockey sur glace luxembourgeois évoluant au troisième niveau du championnat français appelé Division 2 (Groupe "A" ou Nord) ainsi qu'en LHL (Luxembourg Hockey League).
| Période   | Nom               |
| --------- | ----------------- |
| 1973-1988 | Claude Deschenaux |
| 1988-1990 | Franco de Vita    |
| 1990-2001 | Franck Weiwers    |
| 2001-2020 | Monique Scheier   |
| 2020-...  | Patrick Schon     |

Le club profite des infrastructures de la Patinoire de Kockelscheuer qui comprend 2 surfaces de glace, dont la patinoire historique datant de 1976 pour les matchs (768 places assises).

## Historique
Le club fut fondé le 3 juillet 1973 sous sa forme actuelle, le Tornado Luxembourg Asbl. Avant cette date, le hockey-sur-glace était pratiqué à Luxembourg-Ville au sein de l'entité Club Hiversport qui regroupait tous les sports de glace.
Le club évolue jusqu'en 2005 dans la 4e ligue allemande. Le Tornado Luxembourg joue à partir de 2005 en 3eme Division du Championnat de France et est promu en 2eme division a l'issu de la saison 2023/24.

### Les années Petr Fical (2015-2022)
Petr Fical est nommé entraineur du Tornado en juin 2015 en remplacement de Vladimir Kouznetsov qui sera resté en poste durant 3 saisons. Il insuffle immédiatement un souffle nouveau au sein de l'effectif. Après 2 parcours stoppés en 1/8eme de finale (2017/18 et 2018/2019), ce sera la Pandémie de Covid qui viendra mettre fin au parcours des Tornado lors de la saison 2019/20 alors que le Tornado l'avait emporté 6-3 en 1/8eme de finale contre Caen II lors du match aller le 7 mars 2020. Le match retour n'aura jamais lieu et le titre de Champion de France de D3 ne sera pas attribué. Il en sera de même la saison suivante.
Lors du retour à la normale lors la saison 2021/22, la bonne dynamique observée avant l'épidémie ne renaitra pas avec un effectif désintéressé et hors de forme. Cette saison sera un long chemin de croix et Petr Fical quittera le club en juillet 2022.

### Les années Christer Eriksson (2022-...)
Christer Eriksson signe en tant qu'entraineur du Tornado pendant l'été 2022. Dans un contexte compliqué, sa première saison à ce poste est consacrée à l'observation et à la reconstruction. Néanmoins le Tornado accroche une place en playoffs mais buttera dès le 1er tour sur Briançon II.
C'est en préparation de la saison 2023/24 que ses idées se mettent réellement en place avec l'arrivée de joueurs activement recrutés tels que Gregorijs Holodkovs, Conor Leonard, Chris Maratea puis Andrei Esipov. L'idée est alors de réaliser un savant cocktail de joueurs activement recrutés, d'anciens cadres et de jeunes pousses formées à Luxembourg. La mayonnaise prend immédiatement et le Tornado se qualifie pour les playoffs aisément en finissant 2eme de son groupe derrière Châlons. Ils atteindront sans embuche le carré final en éliminant successivement Briançon II, Mulhouse puis Anglet II. En carré final à Dijon, en ouverture du weekend leur victoire (4-3) contre leur rival de saison régulière Chalons leur ouvre immédiatement la porte d'un top 3 synonyme de montée en D2. Malgré une défaite contre Dijon (2-0), la victoire contre Wasquehal (5-1) scellera définitivement l'accession au niveau supérieur avec une médaille d'argent du Championnat de France de D2.
Lors de la saison 2024/25, l'application stricto sensu pour le Tornado Luxembourg du règlement "JFL" de la FFHG redistribue les cartes quant à la composition de l'effectif. En D2, le Tornado ne peut aligner qu'un maximum de 5 joueurs non-JFL sur une feuille de match. Si Holodkovs signe une saison de plus, Maratea et Leonard rentrent aux Etats-Unis alors qu'Esipov rejoint les Beaufort Knights en tant qu'entraineur-joueur. Du côté des arrivées de joueurs non-JFL, Juris Upitis et Filip Chab s'engagent en tant que Tornado suivis pendant l'automne par Viktor Wahldén et Justus Haavanlammi.

## Palmarès
2eme place au Championnat de France D3 en 2024
Champion du Luxembourg en 1994, 1997, 1998, 1999, 2000, 2001, 2002, 2003, 2022, 2023 et 2024

## Effectif actuel
| No    | Nom                 | Nat. | Position  | Arrivée |
| ----- | ------------------- | ---- | --------- | ------- |
| +031, | Philippe Lepage     |      | Gardien   | 2019    |
| +036, | Jesse Miquel        |      | Gardien   | 2023    |
| +032, | Charles Perrin      |      | Gardien   | 2024    |
| +008, | Justus Havaanlammi  |      | Défenseur | 2024    |
| +013, | Franck Stroppolo    |      | Défenseur | 2024    |
| +014, | Kevin Grönlund      |      | Défenseur | 2024    |
| +017, | Viktor Wahldén      |      | Défenseur | 2024    |
| +020, | Nathan Faure-Brac   |      | Défenseur | 2024    |
| +033, | Thierry Beran       |      | Défenseur | 2015    |
| +088, | Thomas Le Chapelain |      | Défenseur | 2024    |
| +002, | Antoine Thomas      |      | Attaquant | 2020    |
| +006, | Adrien Maurer       |      | Attaquant | 2022    |
| +009, | Colm Cannon – C     |      | Attaquant | 2010    |
| +011, | Grigorijs Holodkovs |      | Attaquant | 2023    |
| +015, | Julien Vogt         |      | Attaquant | 2024    |
| +016, | Juris Upitis        |      | Attaquant | 2024    |
| +022, | Tanguy Mercier      |      | Attaquant | 2024    |
| +023, | Anthony Vincens     |      | Attaquant | 2020    |
| +091, | Nolan Eriksson      |      | Attaquant | 2024    |
| +096, | Filip Chab          |      | Attaquant | 2024    |

## Équipe féminine
Depuis 2019, le Tornado Luxembourg compte une équipe féminine qui joue en championnat allemand Frauen Landesliga NRW lors de la saison 2024/25. Les entraineurs sont Mathias Snickars et Christophe Hernandez depuis la saison 2023/24.

## Équipes "loisirs" masculines
Le Tornado Luxembourg compte 4 équipes loisirs masculines :
- Les Puckers, qui prennent part au Trophée Fédéral Conférence Nord lors de la saison 2024/25
- Les Grands Ducs, qui prennent part au Trophée Fédéral Conférence Nord-Est lors de la saison 2024/25
- Les Cool Puckers
- Les Silverbacks

## Académie
Si les sections jeunes de U7 à U20 sont chapeautées par une entité séparée, les Huskies Luxembourg, les sections U15, U18 et U20 jouent cependant sous les couleurs Tornado. Ces dernières prennent également part au championnat de France.